# Video Pinball
Video Pinball es un nombre que se refiere a una videoconsola dedicada y dos videojuegos producidos por Atari.

## Consola dedicada
Video Pinball era una peculiar consola lanzada al mercado en 1977, la cual poseía dos botones a su costado (uno de cada lado) para poder utilizar el juego del flíper en sus dos variaciones, asemejándose así a los controles de las máquinas de flíper reales. También incluía una paleta para poder jugar con ella dos variaciones del Breakout y un juego de baloncesto. Atari licenció la consola a la empresa japonesa Epoch, quien la distribuyó en Japón como TV Block.

## Videojuego arcade
Video Pinball fue la primera simulación en un videojuego arcade de un flíper. Fue diseñado por Ed Logg y publicado en 1979 y tenía una mesa temática relativa a la música disco, con bailarines con pantalones acampanados, y una bola como las que se encontraban en las discotecas de la época.

## Videojuego de Atari 2600
Video Pinball fue programado por Bob Smith en 1980 y publicado por Atari para la consola Atari 2600.
A pesar de que comparte nombre con el videojuego arcade de la misma empresa, las similitudes se terminan allí. Este juego es, en realidad, una muy sencilla adaptación del flíper. Si bien uno podría achacar sus primitivos gráficos a las limitaciones técnicas de la consola.
En 1987 Atari publicaría Midnite Magic, una mucho más lograda adaptación del clásico juego. De todas formas, Video Pinball tenía características interesantes, como un movimiento de la bola muy realista, además del logotipo de Atari en el medio del campo de juego. Si este logotipo era golpeado cuatro veces, el jugador recibía una bola extra.